# Yōichi Futori
Yōichi Futori (japanisch 太 洋一 Futori Yōichi; * 3. August 1982 in der Präfektur Chiba) ist ein japanischer Fußballspieler.

## Karriere
Futori erlernte das Fußballspielen in der Universitätsmannschaft der Komazawa-Universität. Seinen ersten Vertrag unterschrieb er 2005 bei Rosso Kumamoto (heute: Roasso Kumamoto). 2007 wurde er mit dem Verein Vizemeister der Japan Football League und stieg in die J2 League auf. Für den Verein absolvierte er 19 Ligaspiele. 2009 wechselte er zum Erstligisten Gamba Osaka. 2012 wechselte er zum Zweitligisten Tokyo Verdy.

## Erfolge
Gamba Osaka
- J1 League

Vizemeister: 2010
- Kaiserpokal

Sieger: 2009